# Valbuena de Pisuerga
Valbuena de Pisuerga – gmina w Hiszpanii, w prowincji Palencia, w Kastylii i León, o powierzchni 29,02 km². W 2011 roku gmina liczyła 57 mieszkańców.